# Сибір (фільм, 2018)
«Сибір» (англ. Siberia) — американо-канадський кримінально-романтичний трилер режисера Меттью Росса за сценарієм Скотта Сміта. У головних ролях: Кіану Рівз, Ана Улару, Моллі Рінгволд та інші. В американський прокат фільм вийшов 13 липня 2018 року.

## Сюжет
Торговець коштовним камінням Лукас Гілл на замовлення представників російської організованої злочинності приїжджає до Санкт-Петербурга, аби закупити партію блакитних діамантів у такого собі Петра, брата шахтаря з Мирного. Проте перед прильотом Лукаса Петро несподівано зникає. Гілл вирушає до Мирного, де дізнається, що Петро продав іншому угрупованню підроблені діаманти. Лукас повертається до Санкт-Петербурга, де ФСБ на замовлення інших злочинців змушує Гілла продати своєму замовнику ту саму партію підроблених блакитних діамантів. Після цього брат-шахтар повідомляє Лукасу, де шукати Петра. Лукас знову летить у Мирний і знаходить Петра мертвим у лісовій хатині.

## Слогани фільму
Слогани (теґлайни) фільму:
- «На що ти підеш заради кохання?» (What would you sacrifice for love?)
- «Це було не за планом» (This was not the plan).
- «Небезпечна земля породжує небезпечну людину» (A dangerous land breeds a dangerous man).

В Росії: «Один проти російської мафії».

## Акторський склад
- Кіану Рівз — Лукас Гілл
- Ана Улару — Катя
- Паша Личников — Борис Волков
- Моллі Рінгволд — Геббі
- Рафаель Петарді — Павло
- Алекс Паунович — Єфрем
- Борис Гулярін — Петро
- Ешлі Сент-Джордж — Кріста
- Таран Вітт (Віталій Деменс) — Ліо
- Вероніка Феррес — Раїса
- Юджин Липинський — Полозін
- Дмитро Чеповецький — Іван
- Джеймс Александер — Вінсент